# Sepedon sphegea
Sepedon sphegea är en tvåvingeart som först beskrevs av Fabricius 1775.  Sepedon sphegea ingår i släktet Sepedon och familjen kärrflugor. Arten är reproducerande i Sverige. Inga underarter finns listade i Catalogue of Life.

## Bildgalleri

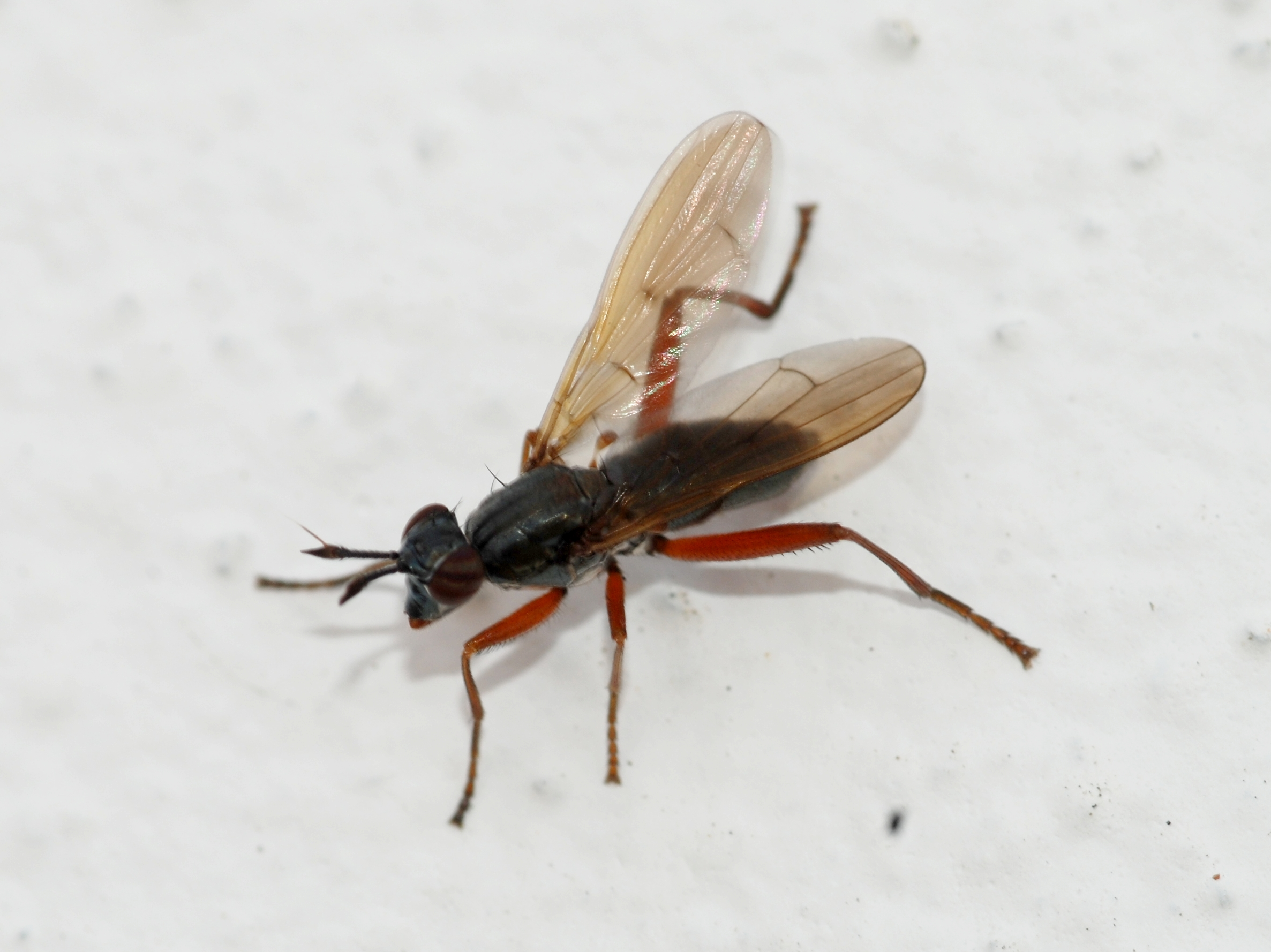
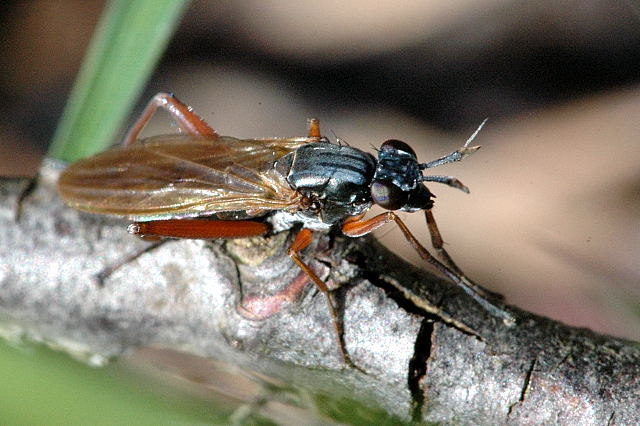
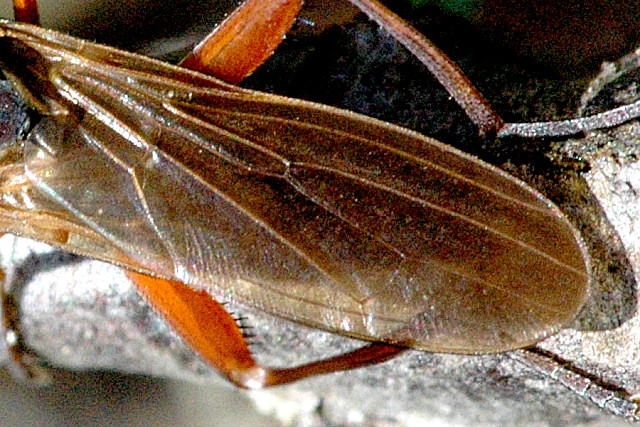